# Roussette du Bugey
La roussette du Bugey est un vin blanc d'appellation d'origine contrôlée produit dans le Bugey, à partir du cépage altesse B, appelé « roussette ».
Il s'agit d'une des trois appellations du vignoble du Bugey, avec le seyssel et le bugey.
Deux dénominations géographiques existent au sein de cette appellation : la roussette du Bugey Montagnieu et la roussette du Bugey Virieu-le-Grand.

## Historique
D'abord reconnu comme vin de qualité supérieure (AOVDQS) depuis le 11 juillet 1958, il s'agit d'une appellation d'origine contrôlée (AOC) depuis le 20 octobre 2009, dont le cahier des charges a été modifié en novembre 2011.

### Étymologie
La roussette désigne le cépage utilisé pour faire ce vin, plus connu sous le nom d'altesse B.
Quant au Bugey, on peut donner deux origines différentes : une légende raconte que « Bugia », compagne de Bel, fils de Japhet, petit-fils de Noé, a donné son nom au Bugey. Plus historiquement, dès 1195, le terme de terra de beuzeis disparait pour se transformer en beugeys en 1372 puis en beugeis en 1613 pour enfin trouver sa forme actuelle en 1722.

## Situation géographique
La roussette du Bugey est produite en France, dans la région Auvergne-Rhône-Alpes, plus précisément dans la partie orientale du département de l'Ain : le Bugey.

### Géologie et orographie
Le Bugey est composé d'un relief montagneux plissé, partiellement karstifié, qui est la prolongation méridionale du massif du Jura. La datation des roches calcaires du Bugey se situe entre le Jurassique pour les anticlinaux et le Crétacé pour les synclinaux. Les plissements sont bien visibles selon les affleurements et les falaises.
Les vignes sont plantées sur des coteaux pierreux calcaires et morainiques.

### Climatologie
Le Bugey connait des étés chauds propres à un climat semi-continental, propices à la culture de certains cépages, mais avec des précipitations importantes. Les hivers sont marqués par les influences montagnardes, un peu adoucis par les dernières influences océaniques venant buter sur les montagnes. Les précipitations sont importantes au pied des reliefs.
La station météo d'Ambérieu (à 250 mètres d'altitude) se trouve à la limite occidentale de l'aire d'appellation. Ses valeurs climatiques de 1961 à 1990 sont : 
| Mois                              | jan. | fév. | mars  | avril | mai   | juin  | jui.  | août  | sep.  | oct.  | nov. | déc.  | année   |
| --------------------------------- | ---- | ---- | ----- | ----- | ----- | ----- | ----- | ----- | ----- | ----- | ---- | ----- | ------- |
| Température minimale moyenne (°C) | −1,7 | −0,3 | 1,4   | 4,2   | 8,3   | 11,2  | 13,4  | 12,9  | 10,5  | 7,1   | 2,3  | −0,8  | 5,7     |
| Température moyenne (°C)          | 1,8  | 3,7  | 6,4   | 9,6   | 13,8  | 17,1  | 19,8  | 19,1  | 16,3  | 11,8  | 6,1  | 2,5   | 10,7    |
| Température maximale moyenne (°C) | 5,3  | 7,8  | 11,4  | 15,1  | 19,3  | 23,1  | 26,2  | 25,3  | 22    | 16,4  | 9,9  | 5,7   | 15,6    |
| Ensoleillement (h)                | 53,4 | 81   | 130,5 | 167,2 | 199,6 | 230,9 | 273,9 | 236,2 | 183,2 | 119,9 | 65,1 | 46,3  | 1 787,2 |
| Précipitations (mm)               | 93,8 | 86,9 | 100,8 | 93,9  | 111,5 | 98,2  | 66,5  | 91,6  | 98,1  | 102,7 | 107  | 102,1 | 1 153   |

## Vignoble
L'aire de production est très morcelée, en plus d'être très limité : 21 hectares ont été revendiqués en 2023.
L'aire d'appellation s'étend sur les communes suivantes : L'Abergement-de-Varey, Ambérieu-en-Bugey, Ambléon, Andert-et-Condon, Anglefort, Arbignieu, Argis, Artemare, Belley, Belmont, Bénonces, Béon, Boyeux-Saint-Jérôme, Brens, Briord, Cerdon, Ceyzériat, Ceyzérieu, Charnay, Chavornay, Chazey-Bons, Cheignieu-la-Balme, Contrevoz, Conzieu, Corbonod, Cressin-Rochefort, Culoz, Cuzieu, Flaxieu, Groslée, Jujurieux, Journans, Lagnieu, Lavours, Lhuis, Magnieu, Marignieu, Massignieu-de-Rives, Mérignat, Montagnieu, Nattages, Parves, Peyrieu, Pollieu, Poncin, Pugieu, Rossillon, Saint-Alban, Saint-Benoît, Saint-Germain-les-Paroisses, Saint-Champ-Chatonod, Saint-Martin-de-Bavel, Saint-Martin-du-Mont, Saint-Sorlin, Seillonnaz, Seyssel, Talissieu, Torcieu, Tossiat, Vaux-en-Bugey, Villebois, Virignin, Virieu-le-Grand, Vieu et Vongnes.

### Dénominations géographiques
L'appellation compte deux dénominations géographiques :
- la dénomination « montagnieu », couvrant 8 hectares sur les communes de Briord, Montagnieu et Seillonnaz ;
- la dénomination « virieu-le-grand » couvrant 1,22 hectare sur la commune de Virieu-le-Grand.

### Encépagement
La roussette du Bugey est depuis peu un vin mono-cépage (du temps du VDQS on pouvait faire un assemblage avec un peu de chardonnay B), produit uniquement à partir de l'altesse B, aussi appelée roussette, ou encore plus localement fusette (fusette d'Ambérieu ou fusette de Montagnieu).
C'est un cépage blanc typique des vignobles du Bugey et de la Savoie. Il mûrit tard, avec des rendements plutôt faibles ; les grappes résistent bien à la pourriture.

### Sucre et alcoométrie
Les raisins vendangés doivent fournir au moins 153 grammes de sucre par litre de moût pour les vins susceptibles de bénéficier de l'appellation d'origine contrôlée roussette du Bugey, et 162 grammes de sucre par litre de moût pour les vins susceptibles de bénéficier de l'appellation d'origine contrôlée roussette du Bugey complétée par une dénomination géographique.
Les vins doivent présenter un titre alcoométrique volumique naturel minimum de 9,5 % vol. pour les vins susceptibles de bénéficier de l'appellation d'origine contrôlée roussette du Bugey, et de 10 % vol. pour une dénomination géographique. 

### Rendements
Le rendement doit être au maximum de 59 hectolitres par hectare (53 pour les dénominations géographiques), avec un rendement butoir fixé à 65 hectolitres par hectare (58 pour les dénominations géographiques).
Le rendement réel tourne en moyenne autour de 44 hectolitres par hectare, ce qui est très en dessous des rendements pratiqués pour les autres appellations du Bugey. En 2023, il a été de 42 hl/ha.

## Vins
La production est réduite, avec 620 hectolitres de roussette du Bugey[Quand ?], auxquels se rajoutent les 315 hectolitres de roussette du Bugey Montagnieu et les 57 hectolitres de roussette du Bugey Virieu-le-Grand, soit un total de 992 hectolitres par an en moyenne. En 2023, 819 hl de roussette du Bugey ont été produits, dont 371 de rousette du Bugey Montagnieu.

### Vinification et élevage
À l'arrivée au chai, le raisin est foulé et pressé pour séparer le moût du marc de raisin. Le moût est mis en cuve en stabulation pour le dépôt des bourbes. Le soutirage du jus clair est le débourbage ; les bourbes peuvent être filtrées pour donner aussi un bon vin. La fermentation alcoolique débute sous l'action de levures indigènes ou de levures sélectionnées introduites lors du levurage. Cette opération transforme le sucre du raisin en éthanol. La maîtrise de la température de fermentation par un système de réfrigération permet d'exprimer le potentiel aromatique du produit. 
La fermentation achevée, le vin est soutiré afin d'éliminer les lies. La fermentation malolactique n'est généralement pas réalisée, bloquée par un sulfitage du vin. Ce dernier peut être stocké en cuve pour le préparer à l'embouteillage ou élevé en barrique ou foudres de bois de chêne. Le vin est soutiré, filtré et stabilisé avant le conditionnement en bouteille.

### Gastronomie
La région du Bugey, en plus d'être une région viticole, est réputée pour sa gastronomie : on appréciera dans cette région les grenouilles et écrevisses en garniture ou simplement pour elles-mêmes, les volailles ainsi que les différents gibiers. Les vins du Bugey accompagneront à merveille les différents plats de terroirs.
La roussette du Bugey est un vin blanc sec plutôt minéral qui se boit frais à température de cave (10 à 12 °C). Il accompagne très bien les poissons, les crustacés, mais aussi la raclette et la fondue.